# Cyrix 6x86
Cyrix 5x86 Cyrix III

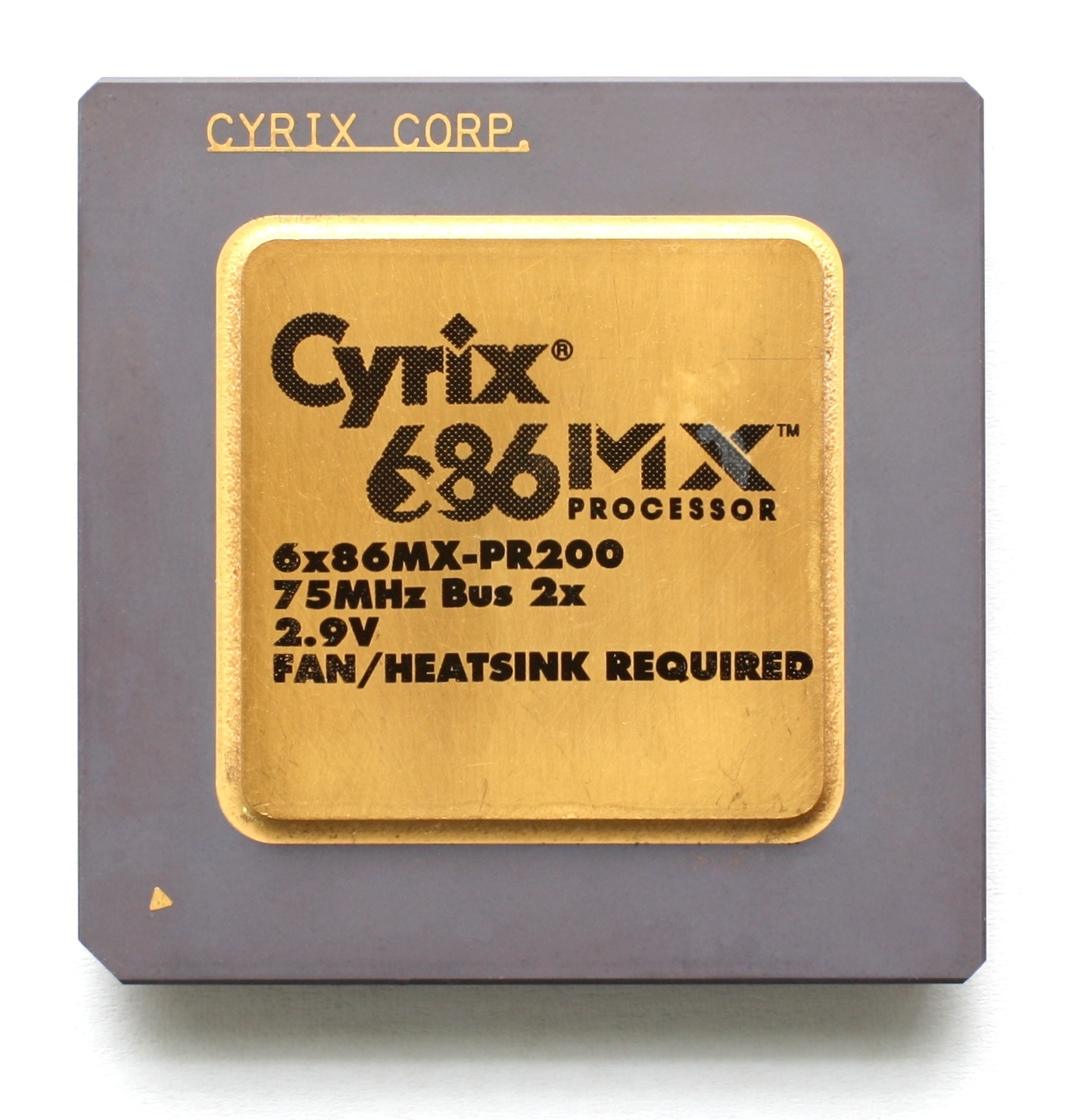
Cyrix 6x86MX PR200

Le Cyrix 6x86 est une gamme de microprocesseurs x86 32 bits de sixième génération conçue et commercialisée par Cyrix en 1995. Cyrix, en tant que société sans usine, a fait fabriquer les puces par IBM et SGS-Thomson. Le 6x86 a été conçu comme un concurrent direct de la gamme de microprocesseurs Pentium d'Intel, et était compatible avec les broches. Pendant le développement du 6x86, la majorité des applications (logiciels de bureautique et jeux) effectuaient presque exclusivement des opérations sur des nombres entiers. Les concepteurs prévoyaient que les applications futures conserveraient très probablement ce type d'instructions. Ainsi, afin d'optimiser les performances de la puce pour ce qu'ils pensaient être l'application la plus probable de l'unité centrale, les ressources d'exécution des nombres entiers ont reçu la majeure partie du budget des transistors.
Cela s'est avéré être une erreur stratégique, car la popularité du P5 Pentium a incité de nombreux développeurs de logiciels à optimiser à la main le code en langage d'assemblage, afin de tirer parti du FPU du P5 Pentium, qui est étroitement lié au pipeline et présente une latence plus faible. Par exemple, le très attendu jeu de tir à la première personne Quake utilisait un code assembleur hautement optimisé, conçu presque entièrement autour du FPU du P5 Pentium. En conséquence, le P5 Pentium a nettement surpassé les autres CPU dans le jeu.

## Histoire
Le 6x86, précédemment connu sous le nom de code « M1 », a été annoncé par Cyrix en octobre 1995,,,. Lors de sa sortie, seule la version à 100 MHz (P120+) était disponible, mais une version à 120 MHz (P150+) était prévue pour la mi-1995 et un modèle à 133 MHz (P166+) plus tard. Le 6x86 à 100 MHz (P120+) était disponible pour les OEM au prix de 450 dollars par puce en grandes quantités. 
À la mi-février 1996, Cyrix a annoncé que les puces P166+, P150+ et P133+ seraient ajoutées à la gamme de modèles 6x86. IBM, qui a produit les puces, a également annoncé qu'elle vendrait ses propres versions des puces.
Le 6x86 P200+ était prévu pour la fin de l'année 1996, et est finalement sorti en juin.
Le M2 (6x86MX) a été annoncé pour la première fois comme étant en cours de développement au milieu de l'année 1996. Il serait doté de MMX et d'une optimisation 32 bits. Le M2 aurait également certaines des mêmes caractéristiques que le Pentium Pro d'Intel, comme le renommage des registres, l'exécution dans le désordre et l'exécution spéculative. En outre, il disposerait de 64 ko de mémoire cache, contre 16 ko pour le 6x86 original et le Pentium Pro. En mars 1997, interrogé sur la date à laquelle la gamme de processeurs M2 commencerait à être livrée, le directeur général de Cyrix UK, Brendan Sherry, a déclaré : « J'ai lu que ce serait en mai, mais nous avons toujours dit que ce serait à la fin du deuxième trimestre et je suis presque sûr que nous y arriverons ».
Le 6x86L est sorti pour la première fois en janvier 1997 pour résoudre les problèmes de chaleur de la gamme 6x86 originale. Le 6x86L avait une tension de cœur V plus faible et nécessitait un régulateur de tension de plan de puissance divisé.
Plus tard, à la fin du mois de mai 1997, le 27, Cyrix a déclaré qu'il annoncerait les détails de la nouvelle ligne de puces (6x86MX) la veille du Computex de juin 1997. Pour le bas de gamme de la série, le PR166 6x86MX était disponible pour 190 $, les versions plus haut de gamme PR200 et PR233 étant disponibles pour 240 $ et 320 $,.
IBM, qui est le producteur des puces de Cyrix, vendrait également sa propre version. Cyrix espérait en expédier des dizaines de milliers en juin 1997 et jusqu'à un million d'ici la fin de l'année. Cyrix prévoyait également de commercialiser une puce à 266 MHz d'ici à la fin de 1997 et une puce à 300 MHz au cours du premier trimestre de 1998. Les performances en virgule flottante étaient légèrement meilleures, réduisant d'un tiers les temps d'addition et de multiplication, mais elles restaient inférieures à celles du Pentium d'Intel. Le M2 disposait également d'instructions MMX complètes, d'une mémoire cache de 64 ko contre 16 ko à l'origine, et d'une tension de cœur plus faible de 2,5 V contre 3,3 V pour la ligne 6x86 d'origine,.
National Semiconductor a acquis Cyrix en juillet 1997,,. National Semiconductor n'était pas intéressé par les processeurs à haute performance mais plutôt par les systèmes sur puce, et souhaitait réorienter Cyrix vers la gamme MediaGX.
En janvier 1998, National Semiconductors a produit un processeur 6x86MX sur un procédé de 0,25 micromètre, ce qui a permis de réduire la taille de la puce de 150 millimètres carrés à 88. National a transféré sa production du MII et du MediaGX à 0,25 micromètre au mois d'août.
En septembre 1998, National Semiconductors a annoncé qu'elle mettrait fin au partenariat de licence entre IBM et Cyrix,, parce que National souhaitait augmenter la production de puces Cyrix dans ses propres installations et parce que le fait qu'IBM produise les puces Cyrix entraînait des problèmes tels que des pertes de bénéfices dues au fait qu'IBM fixait fréquemment des prix inférieurs pour ses versions des puces Cyrix. National devait payer 50 à 55 millions de dollars à IBM pour mettre fin au partenariat, qui devait prendre fin en avril suivant. National a ensuite transféré la production de puces dans ses propres installations à South Portland, dans le Maine,.
Le Cyrix MII est sorti en mai 1998. Ces puces n'ont pas eu l'effet escompté, puisqu'elles n'étaient qu'un rebranding de la 6x86MX. En décembre, ces puces coûtaient 80 dollars pour une MII-333,59 dollars pour une MII-300,55 dollars pour une MII-266 et 48 dollars pour une MII-233. 
En mai 1999, National Semiconductor a décidé de quitter le marché des puces pour PC en raison de pertes importantes et a mis en vente la division Cyrix CPU.
VIA a racheté la gamme Cyrix en juin 1999 et a mis fin au développement de processeurs haute performance, le MII-433GP étant le dernier processeur produit par Cyrix. En outre, après l'acquisition par VIA, le 6x86/L a été abandonné, mais la ligne 6x86MX/MII a continué à être vendue par VIA,.
VIA a continué à produire le MII au début des années 2000. On s'attendait à ce qu'il soit abandonné avec la sortie du VIA Cyrix MII. Cependant, le MII est resté disponible à la vente jusqu'au milieu/à la fin de l'année 2003, étant présenté sur le site Web de VIA comme un produit jusqu'en octobre, et il a encore été utilisé dans des appareils tels que les ordinateurs de réseau,.

## Architecture

Architecture du Cyrix 6x86

Le 6x86 est superscalaire et superpipeliné et permet le renommage des registres, l'exécution spéculative, l'Exécution dans le désordre.
En ce qui concerne les caches internes, il dispose d'un cache primaire de 16 ko et d'un cache de ligne d'instruction entièrement associatif de 256 octets, qui fonctionne comme le cache d'instruction primaire.
La compatibilité avec le Pentium a été améliorée dans la 6x86MX, par l'ajout d'un compteur d'horodatage pour prendre en charge l'instruction RDTSC du Pentium P5, ainsi que les instructions CMOVcc du Pentium Pro.

## Performance
Comme AMD avec ses processeurs K5 et ses premiers processeurs K6, Cyrix a utilisé une notation PR (Performance Rating) pour comparer ses performances à celles du Pentium P5 d'Intel (avant le P55C), car les performances par cycle d'horloge plus élevées du 6x86 par rapport à un P5 Pentium pouvaient être quantifiées par rapport à une partie du Pentium à cadence plus élevée. Par exemple, un 6x86 à 133 MHz égalera ou surpassera un P5 Pentium à 166 MHz, et Cyrix pouvait donc commercialiser la puce à 133 MHz comme étant l'égale d'un P5 Pentium 166. Cependant, le classement PR n'était pas une représentation entièrement véridique des performances du 6x86.
Alors que les performances en nombres entiers du 6x86 étaient nettement supérieures à celles du P5 Pentium, ses performances en virgule flottante étaient plus médiocres - entre 2 et 4 fois les performances du FPU du 486 par cycle d'horloge (en fonction de l'opération et de la précision). Le FPU du 6x86 était en grande partie le même circuit que celui développé pour les coprocesseurs 8087/80287/80387 compatibles de Cyrix, qui étaient très rapides pour l'époque - le FPU de Cyrix était beaucoup plus rapide que le 80387, et même que le 80486. Cependant, il était encore considérablement plus lent que les nouveaux FPU des Pentium P5 et P6 Pentium Pro-Pentium III, qui ont été entièrement redessinés. L'une des principales caractéristiques des FPU P5/P6 est qu'elles prennent en charge l'entrelacement des instructions FPU et entières dans leur conception, ce que les puces Cyrix n'intègrent pas. Cela a entraîné de très mauvaises performances avec les CPU Cyrix pour les jeux et les logiciels qui en tiraient parti,.

## Galerie

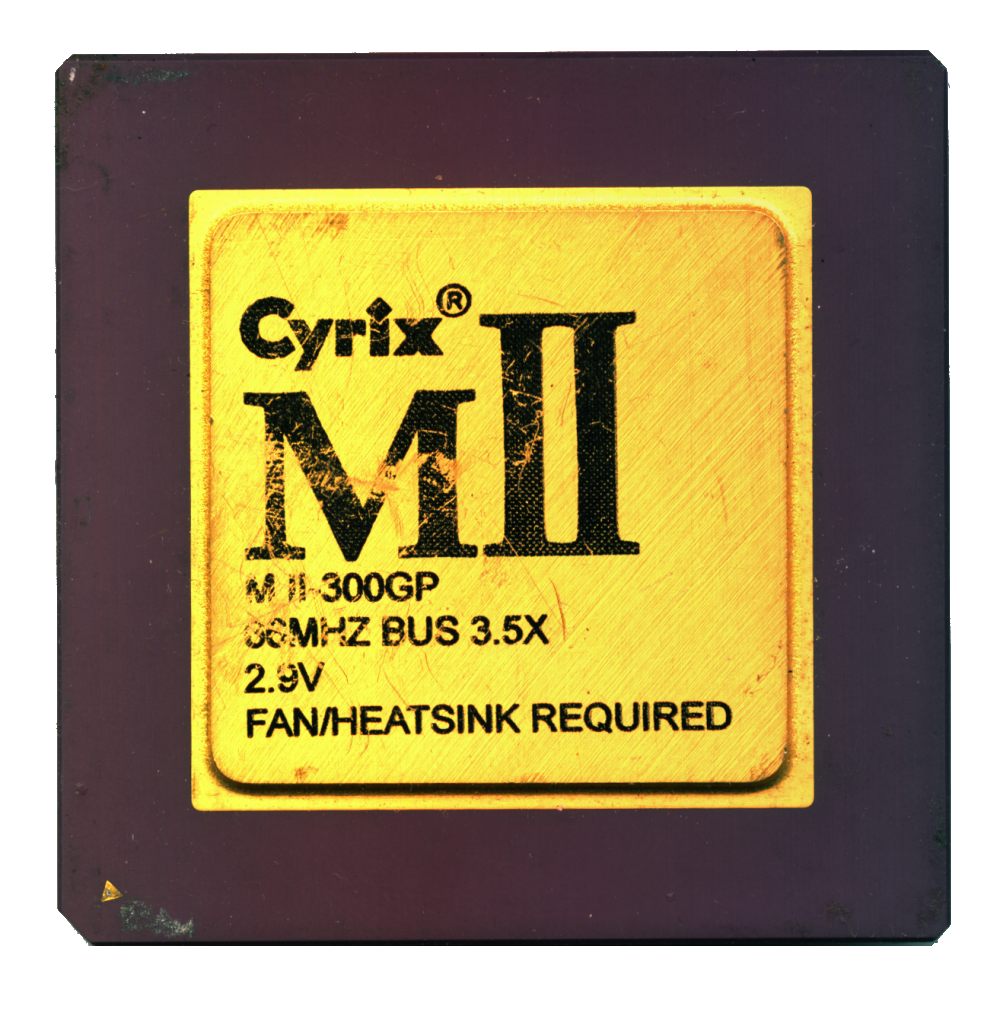
Cyrix MII 300GP
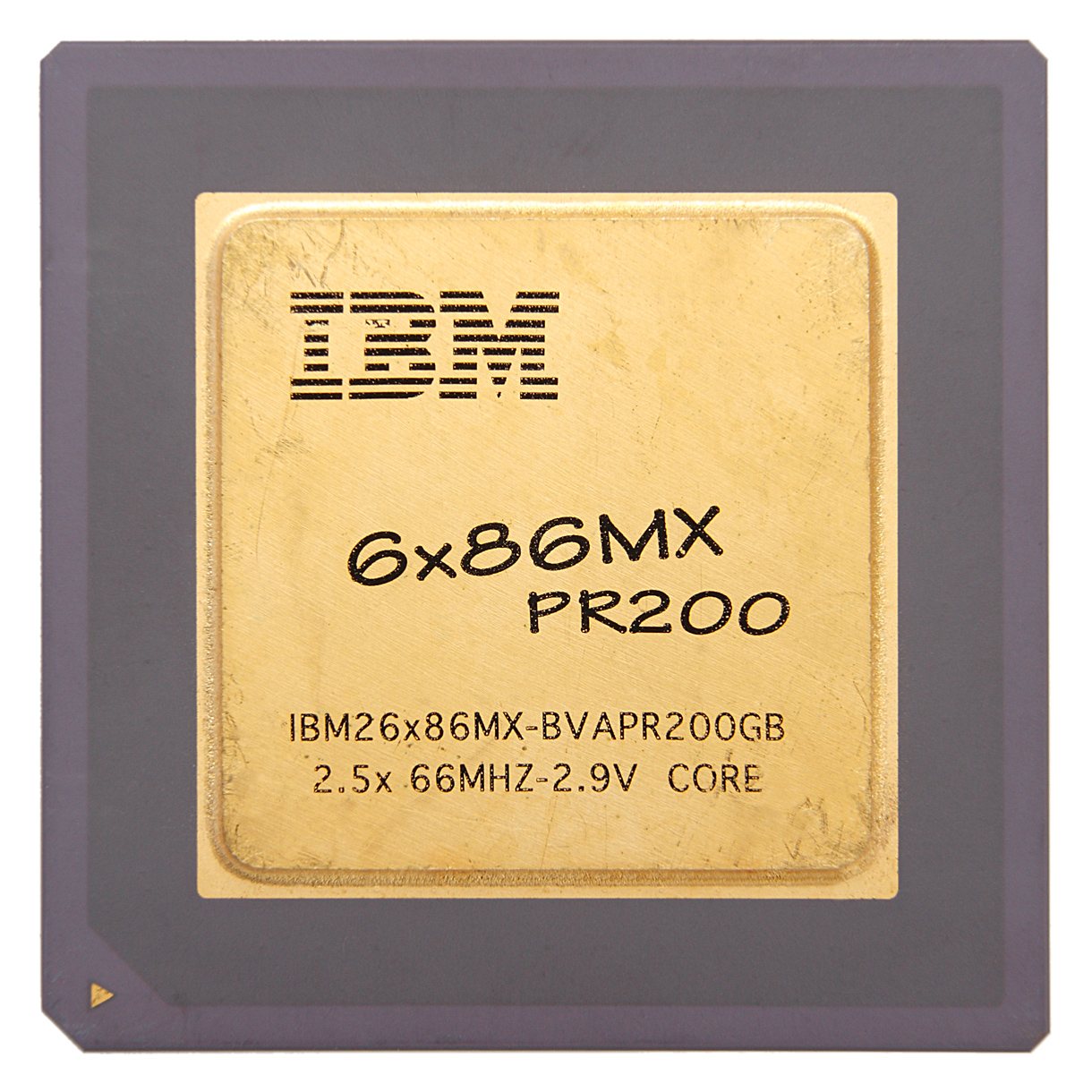
Cyrix IBM CPU 6x86MX PR200
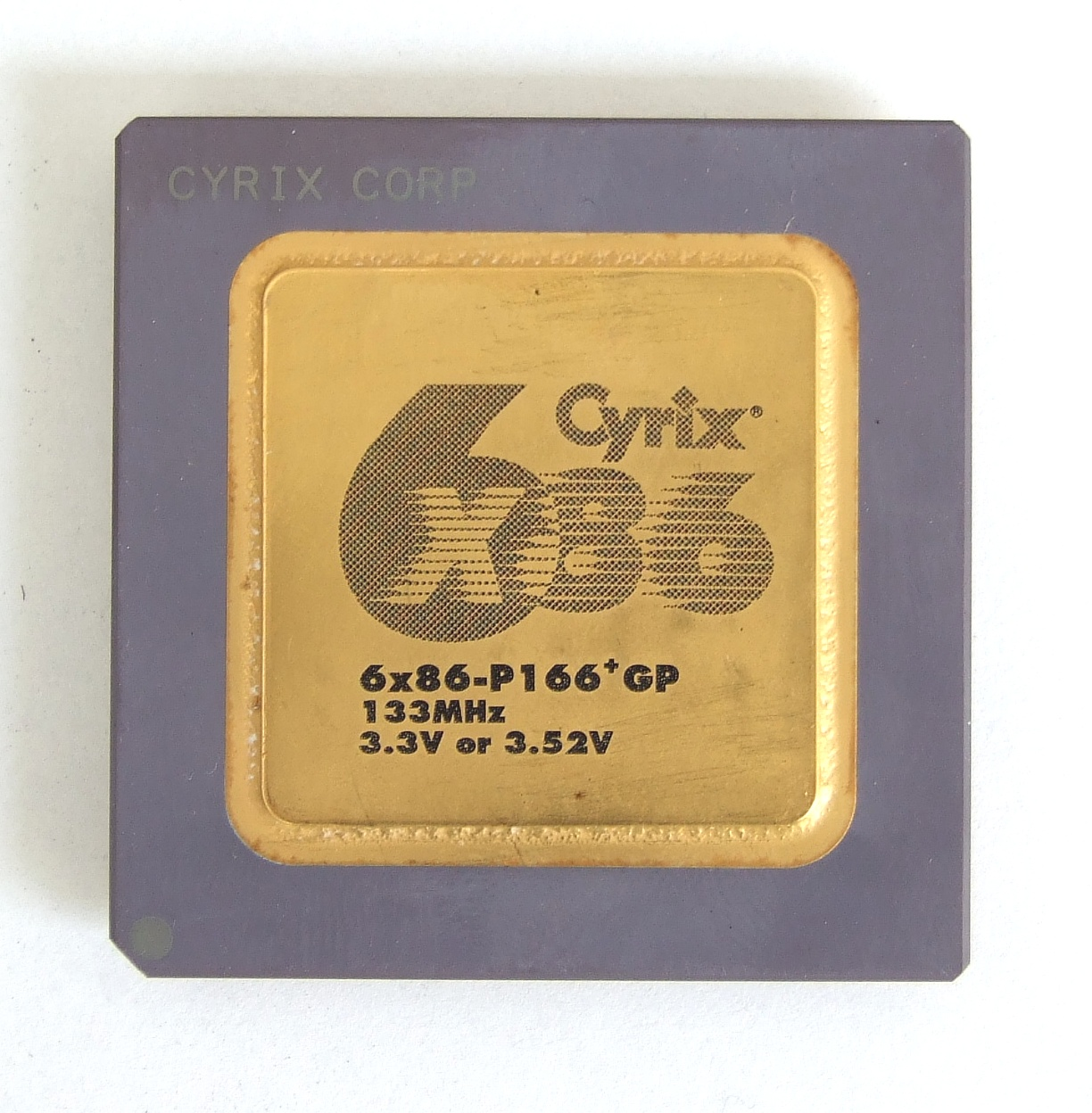
Cyrix 6x86-P166
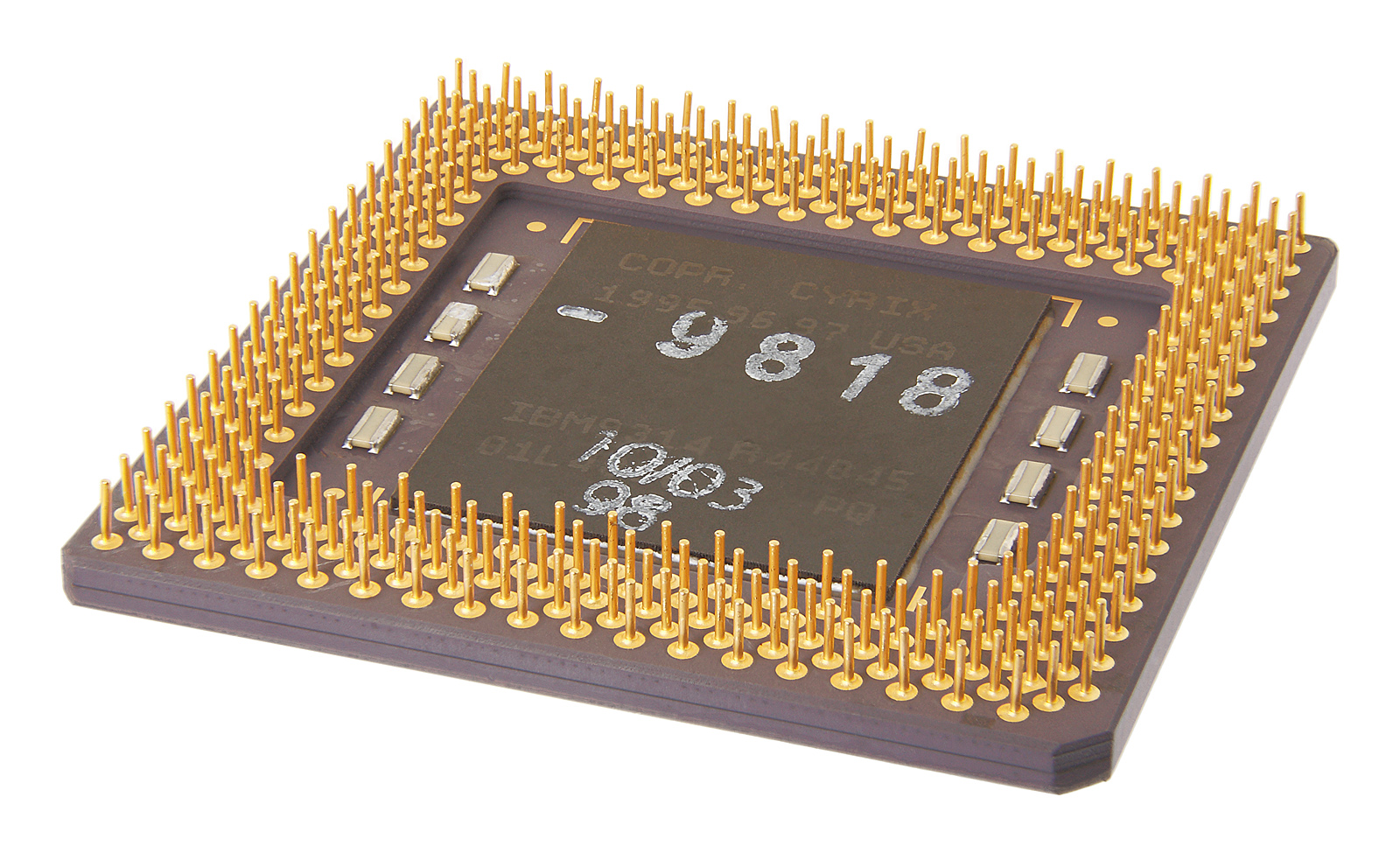
Cyrix IBM CPU 6x86MX PR200 à l'envers
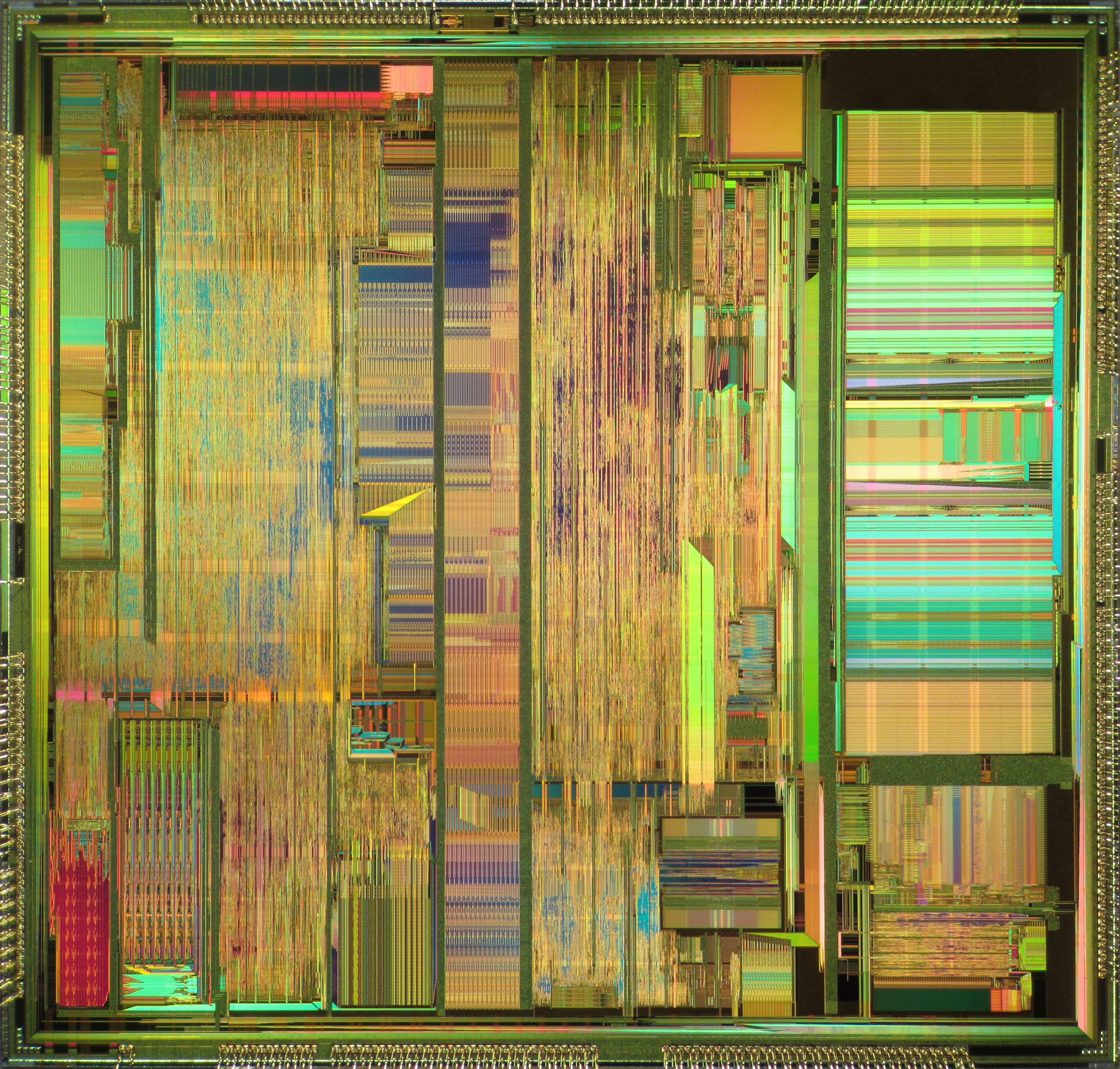
Puce du Cyrix 6x86 (M1)
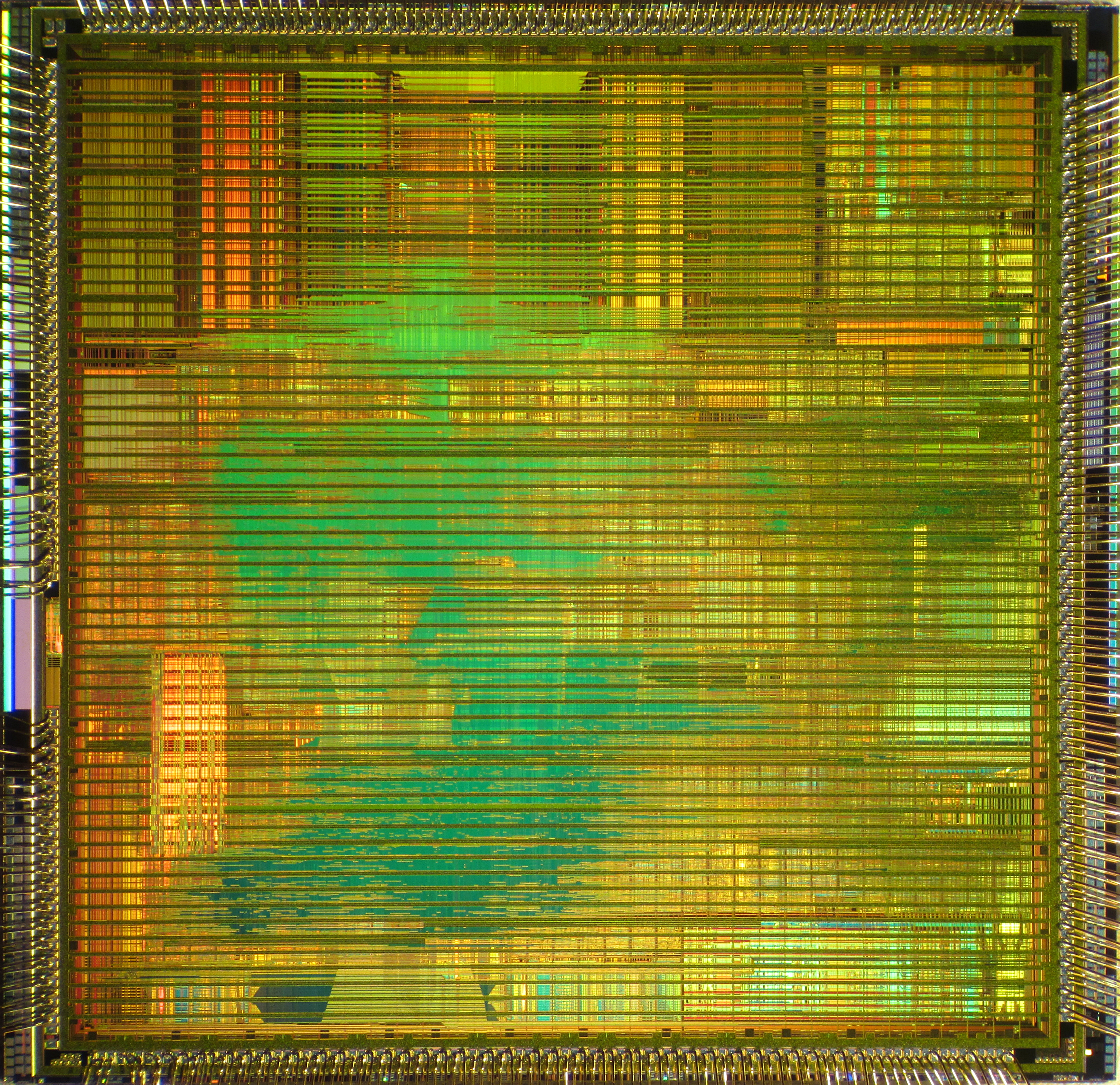
Puce du Cyrix 6x86L (M1L)
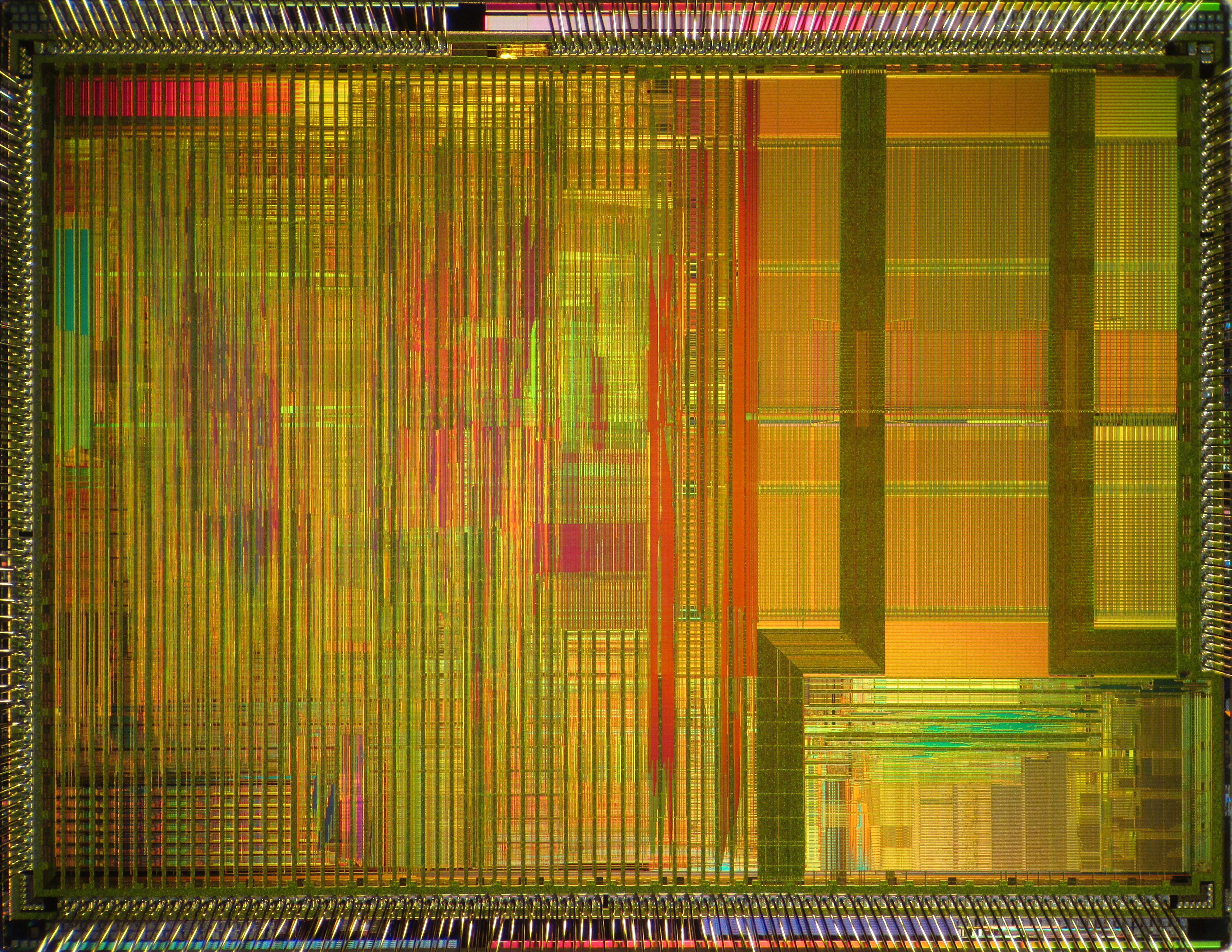
Puce du Cyrix 6x86MX